# Faruk Barlas
Faruk Barlas (* 1916 in Istanbul; † 9. Januar 1994 ebenda) war ein türkischer Fußballspieler, -schiedsrichter und -funktionär. Durch seine langjährige Tätigkeit für Galatasaray Istanbul und als dessen Eigengewächs wird er sehr stark mit diesem Verein assoziiert und von Vereins- und Fanseiten als eine der wichtigen Persönlichkeiten der Vereinsgeschichte bezeichnet. Mit seinem langjährigen Teamkollegen Adnan İncimen bildete er lange Jahre einen Teil der Abwehr Galatasarays. Aufgrund ihrer guten Abwehrarbeit erhielten beide in Anlehnung an das erfolgreiche französische Verteidigungssystem Maginot-Linie zu Spielerzeiten den Spitznamen Majino Hattı, türkisch für Maginot-Linie. Barlas selbst wurde Majino bzw. Majino Faruk genannt. Er war in den 1960er Jahren als Funktionär des türkischen Fußballverbandes tätig.

## Spielerkarriere

### Verein
Barlas besuchte das Galatasaray-Gymnasium und spielte aber anders als seine Schulkameraden nicht in der Jugendabteilung des Traditionsvereins Galatasaray Istanbul, der 1905 von Schülern des Galatasaray-Gymnasiums gegründet worden war, sondern in der Nachwuchsabteilung des Erzrivalen Fenerbahçe Istanbul. Sein fußballerisches Talent sprach sich in der Galatasaray-Gemeinde herum, sodass er in der Saison 1932/33 als 19-Jähriger in den Kader der Fußballmannschaft Galatasaray aufgenommen wurde. Zum Zeitpunkt seines Eintritts in den Profikader spielte sein Verein in der İstanbul Futbol Ligi (dt. Istanbuler Fußballliga). Da es damals in der Türkei keine landesübergreifende Profiliga gab, bestanden stattdessen in den Ballungszentren wie Istanbul, Ankara und Izmir regionale Ligen, von denen die İstanbul Ligi (auch İstanbul Futbol Ligi genannt) als die Renommierteste galt. Trotz seines jungen Alters kam er in fünf Ligaspielen zum Einsatz.
Für Galatasaray spielte Barlas erst bis zum Sommer 1933. Nachdem es 1933 innerhalb des Vereins zu einer Kontroverse gekommen war, verließ etwa die Hälfte des Mannschaftskaders den Verein und gründete den Konkurrenzverein Güneş SK. Nach dieser Spaltung verlor Galatasarays Mannschaft den Anschluss an die Tabellenspitze und blieb bis in die Saison 1948/49 ohne Titelgewinn in der Istanbuler Meisterschaft. Lediglich in der Saison konnte der Titel in der Millî Küme gewonnen werden, einer Art Meisterschaftsturnier, an der die Mannschaften der drei Großstädte Istanbul, Ankara und Izmir teilnahmen.
Barlas gehörte zu der Fraktion, die nach dem Disput Galatasaray verließen und sich unter dem neuen Verein Güneş SK versammelten. Bei Güneş etablierte sich Barlas schnell als Stammspieler. Mit diesem Verein beendete er 1936/37 hinter Fenerbahçe und vor Galatasaray als Vizemeister. Barlas absolvierte in dieser Saison als Leistungsspieler alle Ligaspiele seiner Mannschaft. In der Saison 1937/38 gelang Barlas’ Mannschaft der Titelgewinn der Istanbuler Liga. Neben der Istanbuler Meisterschaft konnte in dieser Saison auch der Titel in der Millî Küme gewonnen werden, einer Art Meisterschaftsturnier, an der die Mannschaften der drei Großstädte Istanbul, Ankara und Izmir teilnahmen. Dadurch holte Barlas’ Mannschaft in dieser Saison alle wichtigen Titel der Türkei. In dieser Meisterschaftssaison fügte man auswärts Galatasaray eine der herbsten Niederlagen der Vereinsgeschichte zu. So wurde der Verein, aus dem sich Güneş gründete und einige Gründungsmitglieder ausgewiesen wurden, in der Ligapartie der Millî Küme vom 20. März 1938 mit 0:7 geschlagen.
Güneş nahm zwar nach dieser Meisterschaftssaison wieder an der Istanbuler Liga teil, löste sich aber überraschend nach dem 4. Spieltag auf. Diese Vereinsauflösung ging mit einer Streitbeilegung mit Galatasaray einher. Nach dieser Vereinsauflösung trat der Großteil des Kaders wieder Galatasaray bei, u. a. auch Barlas. Für Galatasaray spielte er bis zum Sommer 1947. An Titeln konnte Köprülü mit Galatasaray in der Saison 1938/39 die Meisterschaft der Millî  Küme holen, in den Spielzeiten 1941/42 und 1942/43 den İstanbul Kupası.
In den Jahren 1947 bis 1949 spielte er für İstanbulspor.

### Nationalmannschaft
Barlas begann seine Nationalmannschaftskarriere 1931 mit einem Einsatz für die türkische Nationalmannschaft im Testspiel gegen die Jugoslawische Nationalmannschaft. Mit dieser Begegnung absolvierte er sein erstes und einziges Länderspiel.

## Tod
Barlas verstarb am 9. Januar 1994 in Istanbul an den Folgen einer Krankheit. Er wurde einen Tag später nach dem Mittagsgebet in der Istanbuler Göztepe Tutuncu-Mehmet-Efendi-Moschee in dem Sahrayıcedid-Friedhof beigesetzt.

## Erfolge
Mit Güneş Istanbul
- Meister der İstanbul Futbol Ligi: 1937/38
- Vizemeister der İstanbul Futbol Ligi: 1936/37
- Meister der Millî Küme: 1938

Mit Galatasaray Istanbul
- Meister der Millî Küme: 1939
- İstanbul Kupası: 1941/42, 1942/43

## Trivia
- Er wurde 1965 in einem von der Tageszeitung Cumhuriyet organisierten Wettbewerb in die beste Elf der letzten 42 Jahre gewählt, d. h. seit der Gründung des türkischen Fußballverbandes.[6][1]